# آدریان آلستون
 آدریان آلستون (انگلیسی: Adrian Alston؛ زادهٔ ۶ فوریهٔ ۱۹۴۹) یک بازیکن فوتبال، و مربی (ورزش) اهل استرالیا است.
وی همچنین در تیم ملی فوتبال استرالیا بازی کرده است.